# Scaptomyza bipars
Scaptomyza bipars är en tvåvingeart som beskrevs av Hardy 1965. Scaptomyza bipars ingår i släktet Scaptomyza och familjen daggflugor. Inga underarter finns listade i Catalogue of Life.